# Dipartimento di Huiliches
Huiliches è un dipartimento argentino, situato nella parte centro-occidentale della provincia di Neuquén, con capoluogo Junín de los Andes.
Esso confina con a nord con il dipartimento di Aluminé, a est con quelli di Catán Lil e Collón Curá, a sud con il dipartimento di Lácar, e ad ovest con la repubblica del Cile.
Secondo il censimento del 2001, su un territorio di 4.012 km², la popolazione ammontava a 12.700 abitanti, con un aumento demografico del 31,21% rispetto al censimento del 1991.
Il dipartimento è composto dal solo comune di Junín de los Andes.